# Кресальний Микола Йосипович
Микола Йосипович Кресальний (15 листопада 1912, Новий Буг — 1987) — український архітектор, дослідник Софії Київської, директор Софійського заповідника у 1949–1966 роках.

## Біографія
Народився 15 листопада 1912 року в місті Новий Буг на Миколаївщині у родині кравця Йосипа Полікарповича Кресального. З 1929 по 1932 рік навчався у будівельному технікумі в Запоріжжі, після чого очолив Могилів-Подільську будівельну дільницю УНР-53. У 1933–1934 роках працював у Нижньому Тагілі на будівництві підприємства «Уралвагонстрой» старшим техніком, потім старшим виконробом. У 1934–1935 роках працював техніком-конструктором в Управлінні Південно-Західної залізниці.
У 1935 році вступив на архітектурний факультет Київського інженерно-будівельного інституту, який закінчив у 1941 році. З початком Німецько-радянської війни був мобілізований на фронт. Брав участь у Сталінградській битві, перемогу зустрів у Німеччині. У 1945 році обійняв посаду старшого архітектора Управління у справах архітектури при Раді Міністрів УРСР, а наступного року був призначений інструктором будівельного відділу ЦК КПУ України. Низка проектів громадських і житлових споруд, розроблених Миколою Кресальним у цей період, була реалізована у Києві та Київській області.
З 1949 по 1966 рік очолював Державний архітектурно-історичний заповідник «Софійський музей». За його директорства було складено генеральний план реставрації пам'яток заповідника на 1951–1955 роки, створено Методичну раду АН СРСР з реставрації мозаїк і фресок Софійського собору й організовано лабораторію реставрації монументального живопису, виконано основний обсяг реставраційних робіт. У цей період також були проведені масштабні археологічні дослідження Софійського собору (під керівництвом М. Каргера).
Виконав протягом 1950–1955 років макет-реконструкцію первісного вигляду Софійського собору [Архівовано 17 грудня 2013 у Wayback Machine.] (у співавторстві з Ю. Асєєвим і В. Волковим).
У 1960 році отримав ступінь кандидата архітектури. По завершенню роботи на посаді директора заповіднику викладав у Київському інженерно-будівельному інституті, де спершу обіймав посаду доцента кафедри архітектурного проектування (1966–1971), потім доцента кафедри інтер'єру меблів і обладнання будинків (1971–1985).

## Публікації
Публікувався з 1955 року. Перші статті вийшли друком у журналі «Архітектура і будівництво»: «Нові дослідження архітектури Софійського собору» (№ 1) і «Софійська дзвіниця в м. Києві» (№ 5).
Є автором монографій:
- «София Киевская», видана у 1958 році у видавництві «Искусство». Тираж — 10000 прим.
- «Софійський заповідник у Києві», видана 1960 році в Державному видавництві літератури з будівництва і архітектури УРСР.

## Нагороди
У 1948 році був нагороджений медаллю «За відбудову підприємств чорної металургії Півдня». За бойові заслуги у роки Німецько-радянської війни отримав орден Червоної зірки, нагороджений медалями — «За оборону Сталінграда», «За взяття Берліна», «За перемогу над Німеччиною».

## Пам'ять
- Виставка до 100-річчя Миколи Кресального проходить у виставковій залі «Хлібня» Національного заповідника «Софія Київська» з 14 листопада 2012 до 17 лютого 2013 року[3].